# Halowe Mistrzostwa Świata w Lekkoatletyce 2016 – trójskok kobiet
Trójskok kobiet – jedna z konkurencji technicznych rozgrywanych podczas halowych lekkoatletycznych mistrzostw świata w Oregon Convention Center w Portlandzie.
Tytułu mistrzowskiego z 2014 nie broniła Rosjanka Jekatierina Koniewa.

## Minimum kwalifikacyjne
Aby zakwalifikować się do mistrzostw, należało wypełnić minimum kwalifikacyjne wynoszące 14,30 m (uzyskane w okresie od 1 stycznia 2015 do 7 marca 2016). Zaplanowano od razu konkurs finałowy (bez eliminacji), z udziałem 15 zawodniczek.

## Terminarz
| Data     | Godzina |       |
| -------- | ------- | ----- |
| 19 marca | 11:37   | Finał |

## Rekordy
W poniższej tabeli przedstawiono (według stanu przed rozpoczęciem mistrzostw) halowe rekordy świata, poszczególnych kontynentów oraz halowych mistrzostw świata.
|                                   | Zawodnik           | Wynik | Miejsce   | Data                  |
| --------------------------------- | ------------------ | ----- | --------- | --------------------- |
| Halowy rekord świata              | Tatjana Lebiediewa | 15,36 | Budapeszt | 6 marca 2004(dts)     |
| Rekord halowych mistrzostw świata | Tatjana Lebiediewa | 15,36 | Budapeszt | 6 marca 2004(dts)     |
| Halowy rekord Afryki              | Yamilé Aldama      | 14,90 | Budapeszt | 6 marca 2004(dts)     |
| Halowy rekord Ameryki Południowej | Yulimar Rojas      | 14,69 | Madryt    | 23 stycznia 2016(dts) |
| Halowy rekord Ameryki Północnej   | Yargelis Savigne   | 15,05 | Walencja  | 8 marca 2008(dts)     |
| Halowy rekord Australii i Oceanii | Nicole Mladenis    | 13,31 | Budapeszt | 5 marca 2004(dts)     |
| Halowy rekord Azji                | Olga Rypakowa      | 15,14 | Doha      | 13 marca 2010(dts)    |
| Halowy rekord Europy              | Tatjana Lebiediewa | 15,36 | Budapeszt | 6 marca 2004(dts)     |

## Listy światowe
Tabela przedstawia 10 najlepszych wyników uzyskanych w sezonie halowym 2016 przed rozpoczęciem mistrzostw.
| Lp. | Zawodnik               | Wynik | Data        | Miejsce   |
| --- | ---------------------- | ----- | ----------- | --------- |
| 1.  | Yulimar Rojas          | 14,69 | 23 stycznia | Madryt    |
| 2.  | Olga Rypakowa          | 14,32 | 20 lutego   | Doha      |
| 3.  | Gabrieła Petrowa       | 14,32 | 27 lutego   | Stambuł   |
| 4.  | Kristin Gierisch       | 14,29 | 30 stycznia | Chemnitz  |
| 5.  | Iryna Waskouska        | 14,23 | 21 lutego   | Mohylew   |
| 6.  | Paraskiewi Papachristu | 14,21 | 20 lutego   | Bukareszt |
| 7.  | Kristiina Mäkelä       | 14,20 | 6 lutego    | Korsholm  |
| 8.  | Jeanine Assani Issouf  | 14,17 | 27 lutego   | Aubière   |
| 9.  | Rouguy Diallo          | 14,16 | 27 lutego   | Aubière   |
| 10. | Jenny Elbe             | 14,15 | 27 lutego   | Lipsk     |

## Wyniki
| CR – rekord mistrzostw \| NR – rekord kraju \| AR – rekord kontynentu \| SB – najlepszy wynik w sezonie \| PB – rekord życiowy |

### Finał
Źródło: IAAF
| Poz. | Zawodnik                | Reprezentacja     | #1    | #2    | #3    | #4    | #5    | #6    | Rezultat | Uwagi |
| ---- | ----------------------- | ----------------- | ----- | ----- | ----- | ----- | ----- | ----- | -------- | ----- |
| 01 ! | Yulimar Rojas           | Wenezuela         | x     | 14,41 | x     | x     | x     | x     | 14,41    |       |
| 02 ! | Kristin Gierisch        | Niemcy            | 13,73 | 14,07 | 13,92 | 14,16 | 14,30 | 14,08 | 14,30    | SB    |
| 03 ! | Paraskiewi Papachristu  | Grecja            | x     | 14,15 | x     | x     | x     | x     | 14,15    |       |
| 4.   | Keturah Orji            | Stany Zjednoczone | 14,13 | x     | 14,04 | 14,08 | 13,96 | 14,14 | 14,14    | SB    |
| 5.   | Elena Andreea Panțuroiu | Rumunia           | 13,96 | x     | 14,02 | 14,11 | 14,11 |       | 14,11    |       |
| 6.   | Kristiina Mäkelä        | Finlandia         | x     | 14,04 | 13,92 | 14,07 | 13,93 |       | 14,07    |       |
| 7.   | Jeanine Assani Issouf   | Francja           | x     | 13,65 | 14,07 | 13,84 | x     |       | 14,07    |       |
| 8.   | Shanieka Thomas         | Jamajka           | 13,73 | 13,46 | 13,95 | 13,85 | 13,94 |       | 13,95    | SB    |
| 9.   | Keila Costa             | Brazylia          | 13,66 | 13,94 | x     |       |       |       | 13,94    | SB    |
| 10.  | Christina Epps          | Stany Zjednoczone | 13,68 | x     | x     |       |       |       | 13,68    |       |
| 11.  | Ana Peleteiro           | Hiszpania         | 13,59 | 13,57 | 13,37 |       |       |       | 13,59    |       |
| 12.  | Carmen Toma             | Rumunia           | 13,31 | x     | 13,31 |       |       |       | 13,31    |       |
| 13.  | Iryna Waskouska         | Białoruś          | 13,28 | 13,19 | 13,07 |       |       |       | 13,28    |       |
| 14.  | Sanna Nygård            | Finlandia         | x     | 13,21 | 13,20 |       |       |       | 13,21    |       |
| –    | Ayanna Alexander        | Trynidad i Tobago | x     | x     | x     |       |       |       | NM       |       |